# Le Pizou
 Le Pizou  (en occitano Lo Pison) es una población y comuna francesa, situada en la región de Aquitania, departamento de Dordoña, en el distrito de Périgueux y cantón de Montpon-Ménestérol.

## Demografía
| 1035 | 1037 | 1251 | 1255 | 1172 | 1094 |
| Para los censos de 1962 a 1999 la población legal corresponde a la población sin duplicidades (Fuente: INSEE [Consultar]) |      |      |      |      |      |